# Iščica
Die Iščica oder auch Ižica ist ein rechter Nebenfluss der Ljubljanica in Slowenien.
Sie entsteht aus einer Karstquelle in Zentrum in der Gemeinde Ig. Von dort fließt sie in nördlicher Richtung durch des Laibacher Moor und mündet im Stadtbezirk Rudnik unmittelbar südlich der Autobahnbrücken Ljubljana-Rudnik in die Ljubljanica.

Anton Karinger: Die Ižica bei Ljubljana (1858)

Die Gegend ist in Fachkreisen dafür bekannt, dass dort Ende des 19. Jahrhunderts die ersten systematischen Untersuchungen der bronzezeitlichen Pfahlbauten in Slowenien durchgeführt wurden. Die Ausgrabungen sind Teil des UNESCO-Projektes Prähistorische Pfahlbauten um die Alpen.
Das Flüsschen ist ein beliebtes Fischerrevier.